# Angelo Pannacciò
Angelo Pannacciò, pseudonimo di Angelo Pannaccio (Foligno, 13 marzo 1923 – Viterbo, 26 dicembre 2001), è stato un regista, sceneggiatore e produttore cinematografico italiano.
Nella sua carriera ha utilizzato vari pseudonimi, tra i quali: Elo Pannacciò, Angelo Pann, Angelo Alessandro Pann, Angel Valery, Gerard B. Lennox e John Johnatan.

## Biografia
Nato a Foligno nel 1923, si trasferì molto giovane a Roma, dove entrò in contatto con il mondo del cinema. Studiò per alcuni anni presso il Centro sperimentale di cinematografia (e durante questo tempo, infatti, collaborò alla stesura della sceneggiatura del film Divisione Folgore, del 1954, diretto da Duilio Coletti), senza tuttavia conseguire il diploma.
Dopo parecchi anni di inattività, all'inizio degli anni settanta, fondò, assieme a Luigi Petrini, la Universal Vision, una società con cui produssero un unico film, Così, così... più forte, (1970), diretto da Petrini stesso; ma l'impresa fallì un anno dopo, nel 1971.
Pannacciò fondò allora da solo un'altra società, la Produzione cinematografica Universalia, nel 1972; ma anche in questo caso le cose andarono male, tanto che il solo film prodotto, Il sesso della strega, (1973), ebbe notevoli problemi di distribuzione. Pannacciò decise allora di dedicarsi prevalentemente alla sceneggiatura ed alla regia, girando diversi film con budget irrisori e spesso connotati da un erotismo spinto.
Il critico Fabio Melelli lo considera un "regista di film di serie Z, alcuni dei quali di allucinante bruttezza [...] uno dei più autorevoli pretendenti al titolo di peggior regista della storia del nostro cinema".

## Filmografia parziale

### Regista
- Lo ammazzò come un cane... ma lui rideva ancora (1972)
- Il sesso della strega (1973)
- Un urlo dalle tenebre (1975)
- Comincerà tutto un mattino: io donna tu donna (1978)
- Un brivido di piacere (1978)
- Porno erotico western (1979)
- Sì... lo voglio! (1980)
- Luce rossa (1980)
- Holocaust 2 - I ricordi, i deliri, la vendetta (1981)
- Peccati di giovani mogli (1981)
- Erotico 2000 (1982)
- Un'età da sballo (1983)
- Stesso mare stessa spiaggia (1983)
- Fantasia erotica in concerto (1985)
- Mare amore - Frammenti di storie d'amore (1985)
- Le regine (1986)
- Femminile desiderio (1986)

### Sceneggiatore
- Divisione Folgore, regia di Duilio Coletti (1955)
- Così, così... più forte, regia di Luigi Petrini (1970)
- La ragazza dalle mani di corallo, regia di Luigi Petrini (1971)

### Produttore
- Così, così... più forte, regia di Luigi Petrini (1970)
- Sei una carogna... e t'ammazzo!, regia di Manuel Esteba (1972)